# Gdynia–Ameryka Linie Żeglugowe

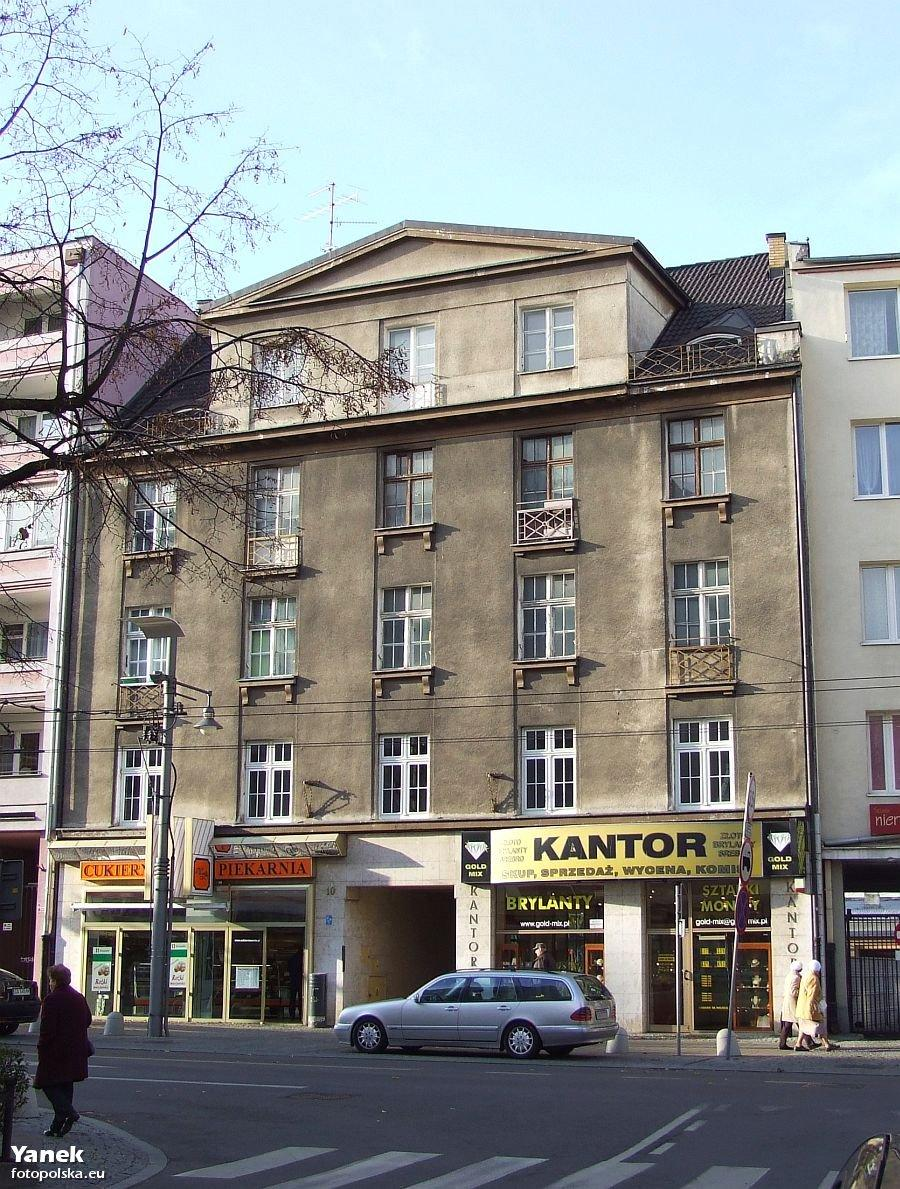
b. siedziba GAL-u w Gdyni przy ul. Świętojańskiej 10 (1946)

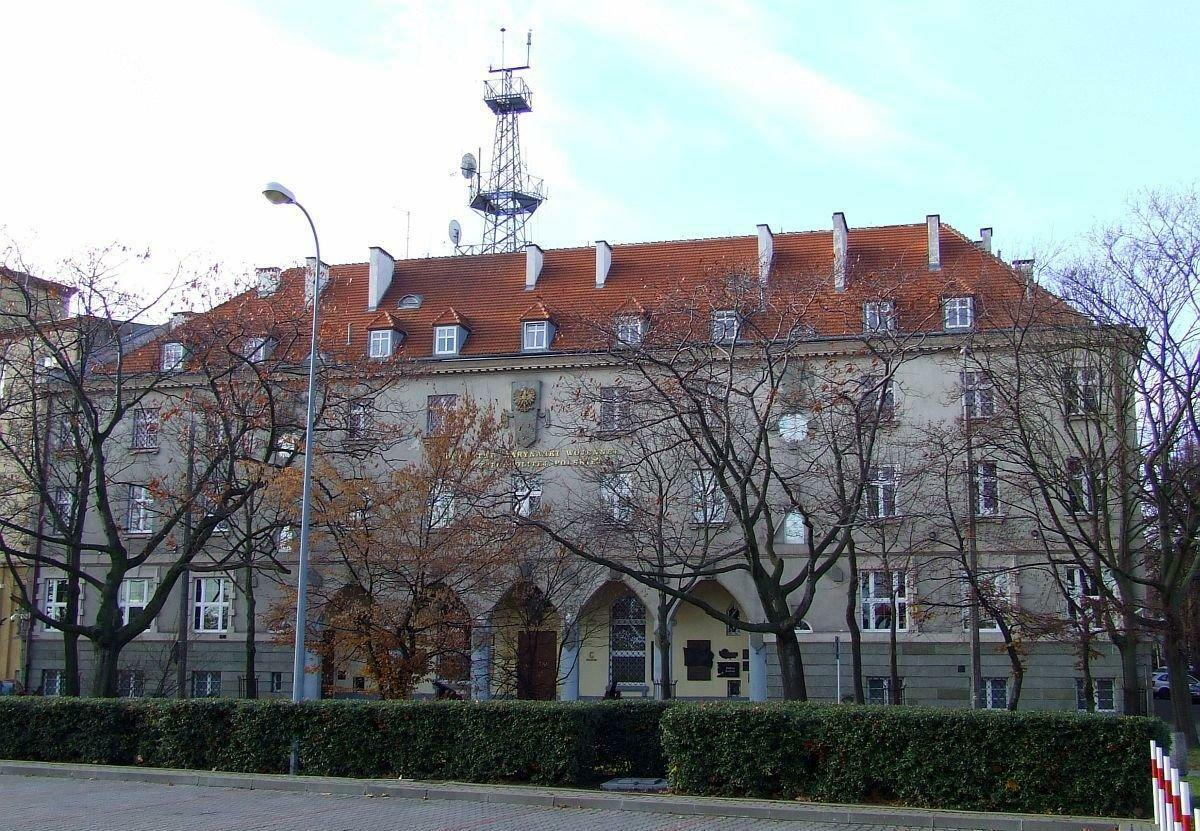
b. siedziba GAL-u w Gdyni w budynku Żeglugi Polskiej przy ul. Waszyngtona 44, od 1945 budynek Dowództwa Marynarki Wojennej (1930-1932)

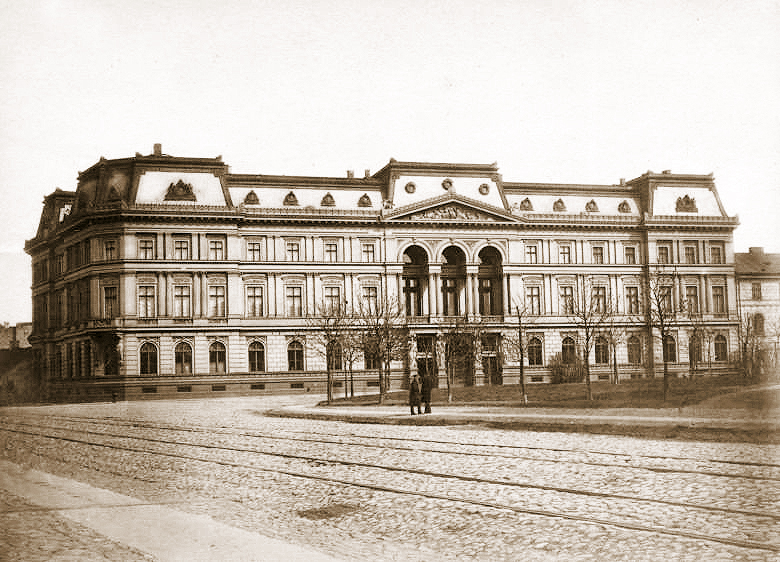
b. siedziba GAL-u w Pałacu Kronenberga w Warszawie przy pl. Małachowskiego 4 (1934-1939)

Gdynia–Ameryka Linie Żeglugowe S.A. (Gdynia America Line – GAL) – polsko-duńska spółka akcyjna z siedzibą w Gdyni, utworzona w 1930 pod nazwą Polskiego Transatlantyckiego Towarzystwa Okrętowego – PTTO (Polish Transatlantic Shipping Company Limited) z myślą o zaznaczeniu polskiej obecności na Atlantyku; w 1934 przekształcona w Gdynia–Ameryka Linie Żeglugowe.

## Historia i flota PTTO
W 1930 polski rząd, wobec rosnącej emigracji do Ameryki Północnej i Południowej, zdecydował się na zakup istniejącej linii żeglugowej (wraz ze statkami i istniejącym aparatem organizacyjnym) z prawem korzystania z przystani w Nowym Jorku. Po niepowodzeniu rokowań z Niemcami wybrano duńskiego armatora Kompanię Wschodnio-Azjatycką (The East Asiatic Company Limited – EAC, Det Østasiatiske Kompagni) w Kopenhadze, który dysponował czterema parowymi statkami pasażerskimi o nazwach Latvia (ex- Rossija, zbud. 1908), Polonia (ex-Kursk, zbud. 1910), Estonia (ex– Car, zbud. 1912) i Lithuania (ex- Carica, zbud. 1915). Dla ich eksploatacji Det Østasiatiske Kompagni utworzyła osobne towarzystwo Bałtycko-Amerykańską Linię (Baltic America Line, BAL), która w latach 20. pływała na liniach między Gdańskiem i Lipawą a Nowym Jorkiem i Halifaxem.
Duński armator przejął linię i statki od nieistniejącej już Russian American Line, upadłej po rewolucji w Rosji. Statki i linia powstały m.in. dzięki inwestycji, której dokonała wdowa po carze Aleksandrze III, Maria Fiodorowa, przeznaczając swoje klejnoty na rozwój floty. Stąd statki nazywano klejnotami księżniczki Dagmary. Z uwagi właśnie na pochodzenie carycy z Danii (do której powróciła w 1919) i jej powiązania, flotę przejął armator duński.
Duńczycy okazali się skorzy do zawarcia transakcji, bowiem w 1931 władze Stanów Zjednoczonych poważnie ograniczyły kwoty imigranckie i linii zagroziła upadłość. M.in. z tego powodu duński armator sprzedał już wcześniej pod banderę japońską statek Latvia (nazwany Fuso Maru, zatonął on następnie w czasie II wojny światowej z licznymi ofiarami). Pozostałe trzy statki wraz z linią przejął polski armator. W ten sposób powstało „PTTO”, w którym początkowo kapitanów zapewniała strona duńska, a polscy kapitanowie pełnili rolę dublerów, przygotowując się do samodzielnego dowodzenia statkami.
11 marca 1930 roku zawarto umowę między Żeglugą Polską a Det Østasiatiske Kompagni o powołaniu spółki akcyjnej Polskie Transatlantyckie Towarzystwo Okrętowe Linia Gdynia–Ameryka z siedzibą w Gdyni. Udział strony polskiej wynosił 75% akcji. Za kwotę 18 milionów ówczesnych złotych, rozłożoną na raty i zabezpieczoną na hipotekach statków, strona polska zakupiła całą Bałtycko-Amerykańską Linię ze statkami, biurami i przystanią w Nowym Jorku.
Z trzech przejętych statków SS Polonia pływała w „PTTO” pod poprzednią nazwą, natomiast Estonia i Lithuania nazwane zostały SS Pułaski i SS Kościuszko, dla podkreślenia związków polsko-amerykańskich.
W 1932 roku w miejsce Żeglugi Polskiej akcjonariuszem PTTO został Skarb Państwa. 1 października 1932 roku siedzibę przeniesiono z Gdyni do Warszawy. W październiku 1934 roku udziałowcy PTTO zdecydowali o zmianie nazwy firmy na Gdynia–Ameryka Linie Żeglugowe S.A., w skrócie GAL, zmieniając też flagę i odznakę armatorską.

## Statki PPTO
- SS Pułaski (ex Estonia, ex Car)
- SS Kościuszko (ex Lituania, ex Carica)
- SS Polonia (ex Kursk)

## Historia i flota GAL-u
Po zmianie nazwy na GAL prowadziła przewozy pasażerskie na liniach:
- Gdynia-Kopenhaga-Halifax-Nowy Jork
- Gdynia-porty Ameryki Południowej
- Konstanca-Stambuł-Jafa-Hajfa-Pireus-Stambuł-Konstanca

W końcu sierpnia 1939 dysponowała 8 statkami:
- MS Piłsudski, tonaż 14 294 BRT, załoga 310 osób, zatonął 26 listopada 1939 u wybrzeży Anglii (prawdopodobnie z powodu miny lub torpedy)
- MS Batory, 14 287 BRT, 313 osób (w okresie wojny załoga liczyła od 212 do 253 osób, w tym: od 17 do 69 obcokrajowców)
- MS Chrobry, 11 442 BRT, 264 osoby, zbombardowany w norw. fiordzie Vest 14 maja 1940 (dobity nazajutrz torpedą lotniczą)
- MS Sobieski, 11 030 BRT, 186 osób (w okresie wojny załoga liczyła od 194 do 213 osób, w tym: od 51 do 83 obcokrajowców)
- SS Kościuszko, 6 852 BRT, 45 osób (w październiku 1944 wśród 200-osobowej załogi, pływało 83 obcokrajowców stanowiąc 41,5% załogi)
- SS Pułaski, 6 345 BRT, 46 osób (w lipcu 1945 Polacy stanowili wyraźną mniejszość w załodze: 42 osoby przy 191 obcokrajowcach)
- MS Morska Wola, 3 223 BRT, 36 osób (w okresie wojny liczebność załogi wynosiła od 31 do 38 osób)
- MS Stalowa Wola, 3 133 BRT, 37 osób (w okresie wojny liczebność załogi wynosiła od 33 do 38 osób)

W okresie II wojny światowej działała w Wielkiej Brytanii. 25 lipca 1940 została zarejestrowana tam jako spółka prawa polskiego, a dla umożliwienia nabywania nowych statków powołała w Londynie spółkę-córkę prawa brytyjskiego Gdynia-America Shipping Lines (GASL). Mimo strat wojennych, powiększyła flotę do 13 statków w maju 1945.
Po uznaniu Tymczasowego Rządu Jedności Narodowej przez państwa zachodnie, w lipcu 1945 roku nadzór nad GAL przejęło Ministerstwo Żeglugi i Handlu Zagranicznego rządu w kraju. GAL został wpisany do rejestru handlowego jako firma pod przymusowym zarządem państwowym, do czasu powołania nowych organów. 1 października 1946 roku centralę GAL przeniesiono do kraju. 31 grudnia 1950 roku rząd zdecydował o zaprzestaniu działalności przez GAL, a także Żeglugę Polską i Polbryt, a ich majątek podzielono, przenosząc do utworzonych 1 stycznia 1951 roku dwóch przedsiębiorstw państwowych:
- Polskiej Żeglugi Morskiej,
- Polskich Linii Oceanicznych[8].

Formalnie proces likwidacji GAL zakończył się dopiero 31 maja 1963 roku. W latach 1946–1951 spółka była też właścicielem sopockiego Grand Hotelu.
W latach 1948–1953 rządy Polski i Danii prowadziły negocjacje nt. odszkodowania za będące w rękach duńskich akcje GAL. Ostatecznie w 1953 r. Det Østasiatiske Kompagni A/S przyznane zostało odszkodowanie w wysokości 1220 tys. duńskich koron za 2000 akcji Gdynia – Ameryka Linie Żeglugowe SA.

## Przedstawicielstwa
GAL utrzymywał sieć przedstawicielstw w kraju i za granicą (spółek, oddziałów, delegatur), którą poddawano częstej korekcie, również zmianom ich statusu. Za granicą mieściły się np. w Londynie, Nowym Jorku, Pradze, Rydze, Bukareszcie, Buenos Aires, Tel Awiwie, Kopenhadze i Gdańsku. W kraju np. w Warszawie, Lwowie, Krakowie, Rzeszowie, Lublinie, Kowlu, Łucku, Brześciu i Tarnopolu. Utrzymywano też sieć agencyjną. W okresie II wojny światowej działały biura w Londynie i Nowym Jorku, zaś po wojnie również w Warszawie, Szczecinie, Gliwicach, Kopenhadze, Pradze i Bombaju. Do dziś funkcjonuje spółka przedstawicielska Gdynia America Shipping Lines (London) Ltd., jednakże od 2016 udziały należą do osoby prywatnej.
W Nowym Jorku GAL dzierżawił początkowo przystań Bush Pier w Brooklynie, a od 1935 roku większą przystań Hoboken.

## Dyrektorzy zarządzający
- 1930-1932 – inż. Michał Benisławski (1866-1933)[17][18]
- 1932-1939 – Aleksander Leszczyński (1891[19]-1939)[20]
- 1940-1945 – Marius Plinius, kurator[21] (1894-1962)[22]
- 1940-1941 – Bohdan Nagórski, kurator (1890-1987)
- 1941-1942 – dr Stanisław Darski, kurator (1891-1983)
- [1945][23] 1946-1949 – Marius Plinius
- 1949-1950 – dr Stanisław Darski
- 1950 – Hilary Sarnecki (1915-2008)

## Dyrektorzy Gdynia America Shipping Lines (London) Limited
- 1976-1981 – Mieczysław Kowalikowski

## Siedziba
Pierwsza siedziba PPTO mieściła się w budynku Żeglugi Polskiej z 1929 w Gdyni przy al. Waszyngtona 44 (1930-1932), kolejna – w Warszawie przy ul. Marszałkowskiej 116, róg ul. Złotej 10 (1932-1934), obecnie nie istnieje, i w Pałacu Kronenberga przy pl. Małachowskiego 4 (1934-1939), również nie istnieje. W okresie II wojny światowej zarząd spółki znajdował się w Londynie (1939-1946). Decyzją Prezydium Komitetu Ekonomicznego przy Radzie Ministrów z 9 lipca 1946 centralę GAL-u przeniesiono do Gdyni lokując ją w budynku Polskiej Agencji Morskiej przy ul. Świętojańskiej 10 (1946), w b. budynku Bergtransu z 1937 przy ul. Portowej 13-15 (1946-1951).